# Zwierzaki-cudaki
Zwierzaki-cudaki – serial animowany produkcji polskiej z 1997, emitowany w Wieczorynce w 1999.

## Twórcy
- Reżyseria: Hieronim Neumann
- Scenariusz: Hieronim Neumann
- Zdjęcia: Krzysztof Szyszka
- Opracowanie plastyczne: Joanna Migodzińska
- Animacja: Joanna Migodzińska
- Dekoracje: Urszula Rogucka
- Muzyka: Jerzy Zieleniak
- Kierownictwo produkcji: Ewa Samborska
- Produkcja: Telewizyjne Studio Filmów Animowanych w Poznaniu, Telewizja Polska - I Program